# Отель «Адлон». Две семьи. Три судьбы.
«Отель „Адлон“. Семейная сага» (нем. Das Adlon. Eine Familiensaga) — трёхсерийный немецкий телевизионный фильм Ули Эделя.
Впервые был показан с 6 по 9 января 2013 года на телеканале ZDF. Фильм посвящен памяти Розмари Фендель, сыгравшую главную героиню в одном из временных периодов фильма. Местом действия многих сцен является берлинская гостиница «Адлон». Фильм охватывает период от разрешения на строительство гостиницы в 1904 году до её повторного открытия в 1997 году. Этот период включает новейшую германскую историю: Германская империя и Первая мировая война, «золотых двадцатых», время нацизма и Вторая мировая война, послевоенный период, первые годы ГДР в Берлине 1990-х годов.

## Сюжет

### Первый эпизод (1904—1918 годы)
Владелец ресторана Лоренц Адлон планирует строительство большого и современного отеля в сердце Берлина около Бранденбургских ворот. Он заручается поддержкой своим планам у императора Вильгельма II, который впоследствии часто бронирует отель после открытия в 1907 году для государственных гостей. Финансист и успешный предприниматель Густаф Шадт является хорошим другом семьи Адлон и выделяет ссуды Лоренцу Адлону. В фильме судьба семьи Шадт более драматична, чем семьи Адлон. Альма, дочь Густафа и Оттилии Шадт, имеет отношения не соответствующее социальному положению с Фридрихом Леве, сыном кучера, которые не остаются без последствий. Альма беременеет. Чтобы избежать скандала, Оттилия выдает тайком рождённую дочь Соню за собственного ребёнка. Альму заставляют сочетаться браком с благородным офицером Зигфридом фон Тенненом, но та отказывается и связывает свою судьбу с американским фотографом Ундиной Адамс, с которой она эмигрирует в Соединенные Штаты и остается там до Первой мировой войны. Её дочь Соня остается у Густафа и Оттилии, вырастая как их дочь. Всё это время, Галла, цветная служанка дома, будет для них хорошей помощницей. Отец Сони, Фридрих Леве, получает место как посыльный в отеле Адлон, где он поднимается в течение следующих лет до консьержа. Первая часть кончается Первой мировой войной и свержением империи. После потери немецких колоний Густаф Шадт возвращается смертельно больным в своё имение и вскоре умирает. На смертном ложе он сообщает Соне, что на самом деле сестра Альма — это её мать. Альма возвращается с похорон отца в Берлин и встречается Фридрихом Леве, и знакомит его с дочерью Соней. В отеле Адлон появляется американка немецкого происхождения Хедда Бергер и будит интерес сына хозяина Луи Адлона.

### Второй эпизод (1918—1933 годы)

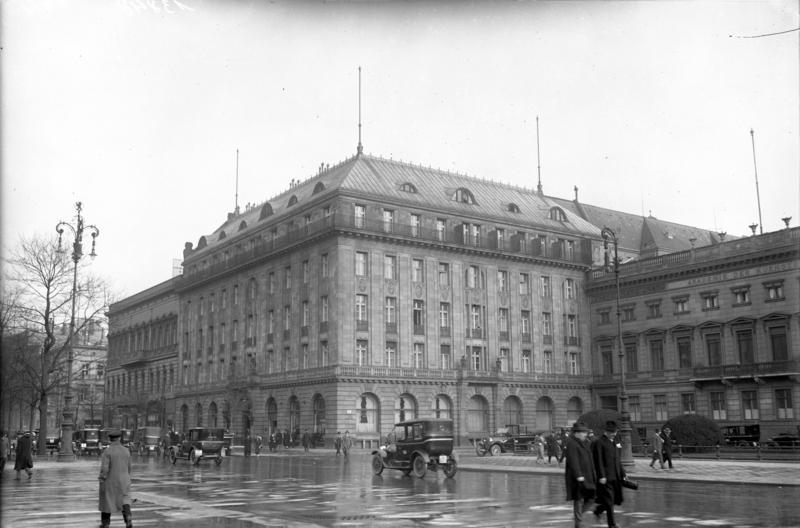
Отель Адлон в 1926 году

Оттилия Шадт, после смерти мужа, впадает в депрессию и кончает жизнь самоубийством, утонув в озере. Альма возвращается с Ундиной обратно в Америку, Соня отказывается ехать с ними и остаётся в отеле Адлон. Там она знакомится с еврейским пианистом и журналистом Юлианом Циммерманом и влюбляется в него. Луи Адлон, вопреки желанию своего отца разводится со своей женой Тили, у которой от него 5 детей, чтобы сочетаться браком с Хеддой Бергер. В 1921 году Лоренц Адлон попадает под грузовик возле Бранденбургских ворот, и вскоре умирает. В период инфляции, сын Луи, со своей новой женой, берет на себя управление отелем. В «золотые двадцатые» отель Адлон пришёл к мировой славе и стал являться домом для самых важных личностей того времени. Соня Шадт начинает карьеру на радио. Своего друга Юлиана Циммермана Соня теряет из виду, пока через некоторое время она не была приглашена на его еврейскую свадьбу с актрисой Тамарой Либеркофф. Её сопровождает друг детства Себастьян фон Тенен, брат Зигфрида фон Тенена. Зигфрид вступает в нацистскую партию НСДАП и становится в ней ключевой фигурой. В 1926 году после концерта Жозефины Бейкер в Берлине, отряд под руководством Зигфрида, убивают Галлу, чернокожую служанку семьи Шадт. Друзей Сони Юлиана и Себастьяна догоняют и избивают. Берлинская полиция не вмешивается. В начале 1930-х годов, Юлиан Циммерман разводится со своей женой Тамарой и расстаётся с Соней. После национал-социалистского «захвата власти» Соня во время работы на радио все больше и больше попадает в конфликт с новыми властями. Между тем Зигфрид фон Тенен, который занимает ключевое место в полиции, пытается через радио высказывать «новые идеи» новой власти. Соня и Юлиан сближаются и какое то время живут вместе. После пожара рейхстага, Юлиан арестовывается и содержится в колонии для заключённых.

### Третий эпизод (1933—1997 годы)
Соня посещает Юлиана в лагере для заключённых и рассказывает ему о беременности. Только спустя 3 года Юлиан освобождается, возвращается к Соне и знакомится со своей дочерью Анной-Марией. Юлиан хочет покинуть Германию, но из-за поддельного британского паспорта арестовывается гестапо Зигфридом фон Тенненом. Себастьян настаивает на том, чтобы Юлиана не судили, а депортировали из страны, так как он верит, что Соня предала бы его и не решилась на сотрудничество с нацистами. Несколько позже Юлиана вместе с дочерью Анной-Марией депортируют из страны. Соня всячески сопротивляется сближению с Себастьяном и увольняется с радио. Она устраивается на работу в отель Адлон на стойку регистрации. Луи Адлон пытается подальше держаться от политики и нацистов, хотя Луи и Хедда Адлон входят в НСДАП. Во время Второй мировой войны, особенно при битве за Берлин, отель Адлон все больше и больше превращается в военный госпиталь. В 1945 году больной Луи и Хедда покидают отель и уезжают в своё поместье. Фридрих Леве и его дочь Соня остаются работать в отеле. Больной Луи Адлон арестовывается русскими солдатами, допрашивается и отпускается, однако по пути в своё поместье умирает от инфаркта. После окончания битвы за Берлин, русские заняли отель Адлон, который все ещё в значительной степени остаётся нетронутым и целым. Раненый Зигфрид фон Теннен скрывается в подвале отеля, но обнаруживается пьяными русскими солдатами и преследуется. В результате стрельбы, возникает пожар, в котором часть отеля сгорает. Фридрих Леве пытается спасти из огня Зигфрида фон Тенена, но погибает. Отель оккупируется русскими и Соне доверяют должность управляющего в оставшейся нетронутой огнём части отеля. Себастьян фон Теннен, который потерял ногу на войне, возвращается в Берлин. Он становится спутником жизни Сони и её партнером в отеле. В 1952 году появляется одна израильская социалистка на съезде в ГДР, в которой Соня узнает свою дочь Анну-Марию. Она узнает от девушки, что и через 17 лет Юлиан жив и находится в Израиле, женат и имеет двух дочерей. Анна-Мария хочет учиться в ГДР и вынуждает Соню подписать документы о том, что Соня является её матерью. В 1953 году Соня в качестве свидетеля в суде над нацистами даёт показания против Зигфрида фон Теннена, которого она считала мертвым и который пропал, при пожаре отеля. При встрече с братом своего партнёра она узнает правду о событиях 1936 года и депортации Юлиана Циммермана. Что бы быть с Соней Себастьян попросил своего брата о депортации Юлиана вместе с дочерью. На этом наступил конец отношений Сони с Себастьяном. В том же самом году Юлиан посещает Берлин и встречается с Соней, с которой примиряется. Юлиан возвращается к своей семье в Израиль. Соня руководит отелем до момента его закрытия властями ГДР 1970 года и после уезжает в дом умершей матери в Лонг-Айленд. В последней сцене фильма показывают современный Берлин, где 93-летняя Соня, во вновь открывшемся отеле Адлон, рассказывает девушке-посыльному всю свою историю. Зрители узнают, что она живёт в Лонг-Айленде, а овдовевший уже 20 лет назад Юлиан появляется с дочкой Анной-Марией и внучкой.

## В ролях
| Актёр                 | Роль                  |
| --------------------- | --------------------- |
| Йозефина Пройс        | Соня Шадт             |
| Хайно Ферх            | Луи Адлон             |
| Мари Боймер           | Хедда Бергер          |
| Кен Дукен             | Юлиан Циммерман       |
| Йохан фон Бюлов       | Себастьян фон Теннен  |
| Вотан Вильке Мёринг   | Фридрих Леве          |
| Нора фон Вальдштеттен | Тамара Либеркофф      |
| Сунньи Меллес         | Оттилия Шадт          |
| Юрген Фогель          | Зигфрид фон Теннен    |
| Тельма Буабенг        | Галла                 |
| Мария Эрих            | Альма Шадт (в юности) |
| Том Шиллинг           | Луи Адлон младший     |
| Михаэль Шенк          | кайзер Вильгельм II   |
| Мария Плетц           | Пола Негри            |

## Награды и номинации
| 2014 | Нью-Йоркский кинофестиваль         | Лучший мини-сериал       | Серебряная медаль |
| 2014 | Jupiter Award                      | Лучший немецкий ТВ фильм | Номинация         |
| 2013 | Deutscher Filmpreis                | Лучший грим              | Номинация         |
| 2013 | Deutscher Fernsehpreis             | Лучший мини-сериал       | Номинация         |
| 2013 | Шанхайский телевизионный фестиваль | Лучший ТВ фильм          | Победа            |

- Полный список наград на сайте IMDb